# Бермеринг
Бермеринг (фр. Bermering) насеље је и општина у североисточној Француској у региону Лорена, у департману Мозел која припада префектури Шато Сален.
По подацима из 2011. године у општини је живело 239 становника, а густина насељености је износила 41,71 становника/km². Општина се простире на површини од 5,73 km². Налази се на средњој надморској висини од 260 метара (максималној 282 m, а минималној 229 m).

## Демографија
| 1962. | 1968. | 1975. | 1982. | 1990. | 1999. | 2011. |
| ----- | ----- | ----- | ----- | ----- | ----- | ----- |
| 289   | 305   | 288   | 285   | 233   | 223   | 239   |

График промене броја становника у току последњих година